# Peter Lacy
Peter Lacy, in russo Пётр Петрович Ласси?; in irlandese: Peadar de Lása (Killeedy, 29 settembre 1678 – Riga, 30 aprile 1751), fu prima di Rumjancev-Zadunajskij e di Suvorov, uno dei feldmarescialli generali di maggior successo a servizio nelle armate russe. Nel corso della sua carriera militare, durata mezzo secolo, partecipò a 31 campagne militari, 18 battaglie e 18 assedi.
Egli nacque nella contea irlandese di Limerick da una famiglia nobile irlandese di origine normanna proveniente da Lassy nel Calvados.

## Biografia

### Inizio carriera
All'età di 13 anni Peter Lacy partecipò con il grado di sottotenente alla difesa della contea di Limerick contro l'esercito di Guglielmo d'Orange e nel 1691 dovette lasciare l'Irlanda insieme al padre ed i fratelli. Egli entrò, con padre e fratelli, nella Brigata Irlandese di Francia al servizio di Luigi XIV, ma padre e fratelli morirono combattendo. Combatté quindi in Italia nel 1696, sempre al servizio di Luigi XIV, poi trascorse due anni al servizio dell'esercito austriaco ed infine, nel 1698, seguì il suo comandante Carlo Eugenio di Croÿ (un generale di origine francese) in Russia, mettendosi al servizio dello zar.

### Al servizio di Pietro il Grande
La sua prima esperienza nell'armata russa, con il grado di sottotenente, fu la disastrosa sconfitta di Narva del novembre 1700, con la quale ebbe inizio per la Russia la Grande guerra del Nord (1700-1721) contro gli svedesi di Carlo XII. Durante questo conflitto egli fu ferito gravemente due volte ed ottenne nel 1708 il grado di colonnello. Nella battaglia di Poltava si distinse al comando di una brigata e fu ferito: questa occasione diede inizio alla sua crescente fama di soldato.
La sua successiva attività fu l'assedio di Riga al comando del principe Repin: egli fu presumibilmente il primo ufficiale russo ad entrare nella capitale léttone e fu successivamente anche il primo comandante russo della fortezza. 
Nel 1719 Lacy sbarcò nelle vicinanze di Umeå in Svezia con 5.000 fanti e 350 cavalieri ove distrusse una dozzina di fonderie e numerosi stabilimenti siderurgici. Subito divenne generale ed entrò nel 1723 nel Collegio Militare ove soppiantò il principe Repin come comandante della forza militare in Livonia, territorio di cui divenne governatore nel 1729. Fu allora che conobbe la Duchessa di Curlandia, futura zarina Anna. Durante il regno di quest'ultima la sua eccezionale abilità militare non fu mai messa in discussione.

### Al servizio della zarina Anna
La Guerra di successione polacca lo portò alle successive battaglie. Nel 1733 Lacy ed il feldmaresciallo Münnich cacciarono il re di Polonia Stanislao Leszczyński da Varsavia e posero l'assedio alla città di Danzica (1734) ove questi si era rifugiato e, occupatala, Lacy vi fu nominato comandante in capo.
Infine Lacy fu comandato sul fronte del Reno per unirsi all'esercito di Eugenio di Savoia. Le sue truppe avanzarono in Germania ma incontrarono gli austriaci il 16 ottobre, quando ormai era tardi, e rientrarono con esemplare disciplina negli acquartieramenti invernali della Moravia.
Allo scoppio della Guerra russo-turca del (1735-1739) Lacy era appena stato nominato feldmaresciallo. I suoi successi in questa guerra superarono le aspettative. Nel 1736 ebbe il comando dell'armata del Don che prese l'importante cittadella di Azov, dopo gli insuccessi del generale Leontiev nel 1735 e dello stesso Münnich nel 1736 (nel frattempo Lacy era stato insignito dell'Ordine di Sant'Andrea). Egli svolse il suo compito audacemente: con brillante improvvisazione superò la zona paludosa di Sivaš ed entrò in Crimea. La campagna fu un totale successo mentre le perdite subite dalle sue truppe furono minime. Nel 1738 tornò in Crimea e prese la fortezza tartara di Çufut Qale (Чуфут Калэ), nei pressi della capitale Bachčysaraj.
Al termine del conflitto Lacy ritornò come governatore in Livonia. L'imperatore austriaco Carlo VI lo insignì del titolo nobiliare di conte. Dopo la morte della zarina Anna, la sua neutralità politica lo mise al riparo dalla caduta, mentre molti dei suoi colleghi caddero in disgrazia e furono costretti a lasciare il servizio.

### Al servizio della zarina Elisabetta
Allo scoppio della Guerra russo-svedese (1741-1743) fu nominato comandante in capo grazie al fatto di essere il generale più esperto disponibile. Lacy si lanciò subito contro la Finlandia e vinse brillantemente il nemico a Lappeenranta (Villmanstrand in svedese) nel 1741. L'anno successivo raccolse le sue forze ed occupò Hamina, Porvoo und Hämeenlinna ed in agosto sconfisse l'armata svedese, forte di 17.000 uomini, presso Helsinki, ponendo così fine ai combattimenti.
Tornò quindi a Riga, ove riprese il comando delle forze russe in Livonia. Divenne anche amministratore di Lituania ed Estonia.

## Matrimonio e successione
Peter Lacy sposò Martha von Funcke di Liezerel (1685-1759) dalla quale ebbe Franz Moritz von Lacy (San Pietroburgo, 21 ottobre 1725-Vienna, 24 novembre 1801), che fu uno dei comandanti di maggior successo al servizio dell'Austria.